# Bruno Gronen
Bruno Gronen (* 24. Juli 1937 in Hamburg) ist ein deutscher Lichtkünstler.

## Werdegang
Nach einer Ausbildung als Schriftsetzer in Augsburg zwischen 1955 und 1958, studierte er von 1958 bis 1962 an der Akademie der Bildenden Künste in München bei Franz Nagel und schloss sein Studium 1970 mit dem Diplom der Akademie ab. Er unternahm zahlreiche Studienreisen in Europa, hielt sich von 1962 bis 1964 in Sri Lanka auf. Gronen heiratete 1961 Marlini Wickrama Sinha und unternahm 1976–1978 Reisen nach New York und Chicago. Er lebt und arbeitet in Köln.

### Werk
Marta Cencillo Ramírez schreibt unter anderem über sein Schaffen:

„Mit spielerischer Leichtigkeit und dem Humor eines erfahrenen Provokateurs belebt Bruno Gronen (…) Ausstellungsräume (…) mit emotional berührenden Lichtfarb-Auren (…). Er schafft durch die Positionierung zueinander und insgesamt im Ausstellungsraum genormter, funktionaler, fremdbestimmter und in Massen verfügbarer Farblichtröhren (…). Kraftfelder, Rhythmen und Bewegungspotentiale sinnlicher Wirkung. Bruno Gronens Arrangements präsentieren sich im Grenzbereich zwischen Malerei und Objekt als harmonische Momentaufnahmen, Ruhepole in einem dynamischen Veränderungsprozess und bespielen alle Raumdimensionen: Tiefe, Breite, Höhe.“

Zu einer Ausstellung in Siegen meint sie:

„Man kann vielschichtig über diese Bedeutungen (ein Kreuz aus Licht, Richtungskoordinaten im Raum) nachdenken, man braucht es aber nicht. Denn die Installationen verzaubern mit ihrem farbigen Licht die Ausstellungsräume, in denen sie sich präsentieren, die Studien und Zeichnungen faszinieren mit deren Einfachheit, Materialität und Farben, und jede Arbeit berührt uns emotional, spontan.“

## Ausstellungen (Auswahl)
- 2009/10 Verein für aktuelle Kunst Oberhausen
- 2008 Kunstverein Siegen
- 2007 Martini-Kirche, Siegen, Galerie Cuenca, Ulm.
- 2001 Galerie ER RASHID, Düsseldorf, Galerie Berndt, Köln.
- 1996 Galerie Cuenca, Ulm.
- 1993 Städtische Galerie Lüdenscheid.
- 1992 Museum für Kunst und Kulturgeschichte, Goch.
- 1989 Malerei vor Ort I, Kunstraum Fuhrwerkswaage, Köln.
- 1988 Sebastians Kapelle, Ulm.
- 1985 Galerie M. Wilkens und D. Jacobs, Köln, Forum Kunst Rottweil.
- 1971 Galerie Seyquer, Madrid, Spanien.
- 1970 Galerie Schiessel, Köln.
- 1966 Kunst-Forum, Essen.
- 1963 Lionel Wendt Art Gallery, Colombo, Sri Lanka.

In Gruppenausstellungen war er unter anderem im Wilhelm-Hack-Museum in Ludwigshafen (POP-Kunst der 60er Jahre; 1991), im Rheinischen Landesmuseum Bonn (Grundsteinkisten 1996), im Museum Goch (Die Zierde der Bücher; 1996) und im Lichtmuseum auf Zeit (Köln; 2004) vertreten.